# Marian van de Wal
Marian van de Wal (Vianen, 21 januari 1970) is een Nederlandse zangeres die in Andorra woont.

## Eurovisiesongfestival
In 2005 liet Marian van de Wal van zich horen door namens Andorra deel te nemen aan het 50ste Eurovisiesongfestival. Het NRC Handelsblad beschreef het optreden als "vlezige slavinnen dansen rond de 'Andorrese' zangeres Marian van de Wal". De zangeres zong in het Catalaans het lied : La mirada interior. Ze kreeg er 27 punten voor en eindigde daarmee als 23e in de tweede halve finale.
Van de Wal was achteraf onder meer nog te zien tijdens het Eurovisiesongfestival 2007, waarin ze in de finale de Andorrese punten uitreikte.

## Hotel
Marian van de Wal baat samen met haar partner een hotel uit in het plaatsje L'Aldosa de la Massana (parochie La Massana).